# Carrer de París (Barcelona)
El carrer de París és una via urbana de l'Esquerra de l'Eixample de Barcelona. Està situat entre el carrer de Londres i el de Còrsega i comença com a continuació del carrer de Berlín a la cruïlla amb l'avinguda de Josep Tarradellas i el carrer d'Entença. Segueix en direcció nord-est i passa pel costat del recinte de l'Escola Industrial. Acaba en arribar al carrer de Balmes.

## Història
Anteriorment es deia carrer de la Indústria, igual que el tram corresponent situat a la Dreta de l'Eixample, així com de Miguel Hidalgo i Costella, considerat el Pare de la Pàtria de Mèxic.

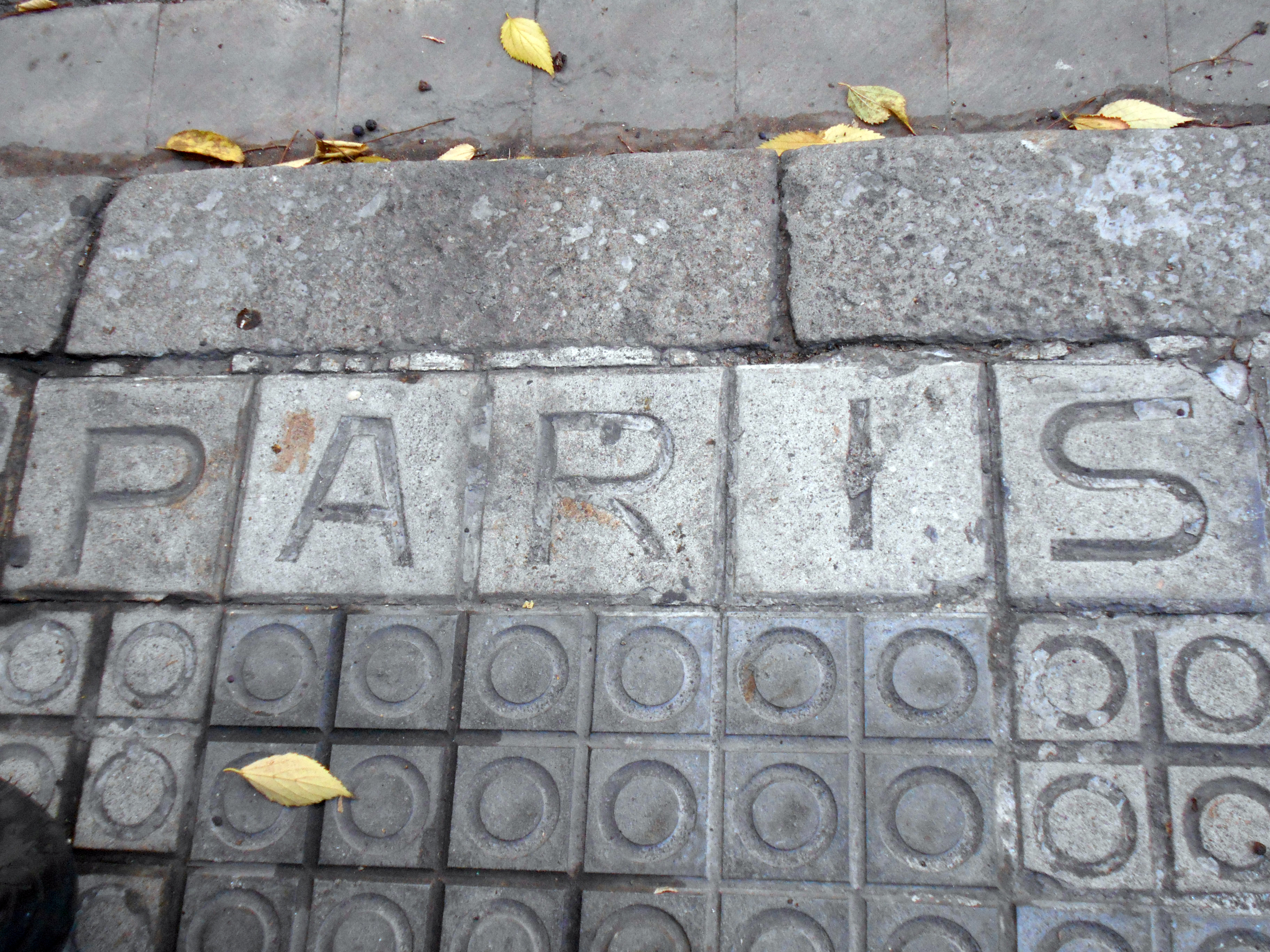
Nom del carrer en el paviment

D'aquesta època és el famós camp del carrer Indústria, situat a la cruïlla amb el carrer del Comte d'Urgell. Com que el nucli històric de la Vila de Gràcia tallava la continuïtat del carrer en dos trossos, l'any 1922 es va decidir reservar aquest nom al sector dret i batejar amb el nom de la capital francesa el tros de l'Esquerra de l'Eixample i Sants, que es perllongava fins al carrer de Sants. Després de la Guerra Civil Espanyola, l'ajuntament franquista va tornar a dividir el carrer; aquesta vegada en va separar el tram eixamplenc que va conservar el nom, del tram situat a Sants que va batejar com a carrer de Berlín fins a la plaça del Centre i avinguda de Madrid fins al carrer de Sants. L'objectiu era introduir al nomenclàtor barceloní carrers que homenatgessin les capitals de les principals potències feixistes del moment.

## Residents il·lustres
- Domenec Pastor Petit (1927-2014) Historiador, especialitzat en espionatge.